# Liste over epidemier
Dette er en liste af de største kendte epidemier og pandemier, der er forårsaget af infektioner. Almindelige ikke-smitsomme sygdomme som hjerte-kar-sygdomme og kræft er ikke inkluderet. En epidemi er en hurtig spredning af en sygdom til et stort antal personer i en given population inden for en kort periode; for meningokokker, vil en smitterate, der overstiger 15 ud af  100.000 personer i to på hinanden følgende uger bliver betragtet som en epidemi.
Som følge af de lange periode som den første pestpandemi (500-700) og den anden pestpandemi (1300 til begyndelsen af 1800-tallet) strækker sig over, så bliver de vist som individuelle udbrud, som den justinianske pest (første pandemi) og den sorte død (anden pandemi).

## Epidemier efter dødstal
Igangværende pandemier er skrevet med fed. For en given epidemi bliver det gennemsnitlige antal døde brugt til rangeringen. Hvis dødstallet for to epidemier er det samme, vil den med den laveste afvigelse rangere højest. For historiske optegnelser af verdensbefolkningen se Verdens befolkning.
| Rank | Epidemi/pandemi                      | Sygdom                 | Dødstal                   | Andel af den globale befolkning tabt | Andel af den regionale befolkning tabt | Tidspunkt                  | Sted                        |
| ---- | ------------------------------------ | ---------------------- | ------------------------- | ------------------------------------ | -------------------------------------- | -------------------------- | --------------------------- |
| 1    | Den sorte død                        | Byldepest              | 75–200 millioner          | 17–54%                               | 30–60% af Europas befolkning           | 1346–1353                  | Europa, Asien og Nordafrika |
| 2    | Den spanske syge                     | Influenza A/H1N1       | 17–100 millioner          | 1–5.4%                               | –                                      | 1918–1920                  | Hele verden                 |
| 3    | Den justinianske pest                | Byldepest              | 15–100 millioner          | 7–56%                                | 25–60% af Europas befolkning           | 541–549                    | Europa og Vestasien         |
| 4    | HIV/AIDS global epidemi              | AIDS                   | 43 millioner (pr. 2024)   | [ b ]                                | –                                      | 1981–nu                    | Hele verden                 |
| 5    | Tredje pestpandemi                   | Byldepest              | 12–15 million             | [ b ]                                | –                                      | 1855–1960                  | Hele verden                 |
| 6    | Coronaviruspandemien                 | COVID-19               | 7–35 millioner (pr. 2024) | 0,07–0,25%                           | –                                      | 2019–nutiden               | Hele verden                 |
| 7    | Cocoliztliepidemien 1545–1548        | Cocoliztli             | 5–15 millioner            | 1–3%                                 | 27–80% af Mexicos befolkning           | 1545–1548                  | Mexico                      |
| 8    | den Antoninske pest                  | Kopper eller mæslinger | 5–10 millioner            | 3–6%                                 | 25–33% af den romerske befolkning      | 165–180 (måske op til 190) | Romerriget                  |
| 9    | Koppeepidemien i 1520 i Mexico       | Kopper                 | 5–8 millioner             | 1–2%                                 | 23–37% af Mexicos befolkning           | 1519–1520                  | Mexico                      |
| 10   | Tyfusepidemien i Rusland i 1918–1922 | Tyfus                  | 2–3 millioner             | 0,1–0,16%                            | 1–1,6% af Ruslands befolkning          | 1918–1922                  | Rusland                     |
| 11   | Influenzapandemien 1957–1958         | Influenza A/H2N2       | 1–4 millioner             | 0,03–0,1%                            | –                                      | 1957–1958                  | Hele verden                 |
| 12   | Hong Kongsygen                       | Influenza A/H3N2       | 1–4 millioner             | 0,03–0,1%                            | –                                      | 1968–1969                  | Hele verden                 |
| 13   | Cocoliztliepidemien i 1576           | Cocoliztli             | 2–2,5 millioner           | 0,4–0,5%                             | 50% a Mexicos befolkning               | 1576–1580                  | Mexico                      |
| 14   | Koppeepidemien i Japan 735–737       | Kopper                 | 2 millioner               | 1%                                   | 33% af Japans befolkning               | 735–737                    | Japan                       |
| 15   | Den persiske pest 1772–1773          | Byldepest              | 2 millioner               | 0,2–0,3%                             | [ f ]                                  | 1772–1773                  | Persien                     |
| 16   | Napolipesten                         | Pest                   | 1,25 millioner            | 0,2%                                 | [ f ]                                  | 1656–1658                  | Syditalien                  |
| 17   | Kolerapandemien 1846–1860            | Kolera                 | 1 million+                | 0,08%                                | –                                      | 1846–1860                  | Hele verden                 |
| 18   | Den italienske pest 1629–1631        | Byldepest              | 1 million                 | 0,2%                                 | [ f ]                                  | 1629–1631                  | Italien                     |
| 19   | 1889-1890-pandemien                  | Influenza (omstridt)   | 1 million                 | 0,07%                                | –                                      | 1889–1890                  | Hele verden                 |

## Fodnoter
1. 1 2 3 4  The estimates of global population at the time vary non-trivially (no consensus). The current estimates are based on the available population data from estimates of historical world population.[2][3]
2. 1 2  Global population changed significantly (not due to the epidemic) during the period of this epidemic.
3. ↑  The governmental report of COVID-19 deaths is likely an undercount and is treated as the lower bound.[8] The academic upper bound is provided by Institute for Health Metrics and Evaluation, which agrees with the estimate of the World Health Organization on 21 May 2021 that the governmental number "would truly be two to three times higher."[9][10] In addition, the Economist keeps a daily estimate of the total excess deaths due to the pandemic (10–19 million as of 14 October 2021), including diseases other than COVID-19.[11]
4. ↑  The COVID-19 pandemic started as a regional outbreak/epidemic of COVID-19 in China in late 2019. The World Health Organization declared it as a "pandemic" on 11 March 2020.[12] The starting time of this epidemic is thus 2019, regardless of the time when it was formally recognized as a pandemic.
5. ↑  Epidemic typhus was not limited to Russia and several million citizens died in Poland and Romania. However, due to lack of exact data, only the Russian epidemic is included.
6. 1 2 3  No accurate data about the local population at the time of this epidemic.